# Cerezal (Becerreá)
Cerezal (llamada oficialmente San Xosé do Cereixal) es una parroquia y una aldea española del municipio de Becerreá, en la provincia de Lugo, Galicia.

## Organización territorial
La parroquia está formada por cuatro entidades de población:

### Entidades de población
- Arco
- Forno da Cal
- O Cereixal

### Despoblado
Despoblado que forma parte de la parroquia:
- Fonte da Saúde

## Demografía

### Parroquia
| Gráfica de evolución demográfica de Cerezal (parroquia) entre 2000 y 2019 |
|                                                                           |
| Datos según el nomenclátor publicado por el INE.                          |

### Aldea
| Gráfica de evolución demográfica de O Cereixal (aldea) entre 2000 y 2019 |
|                                                                          |
| Datos según el nomenclátor publicado por el INE.                         |